# Орден Франсиско Морасана

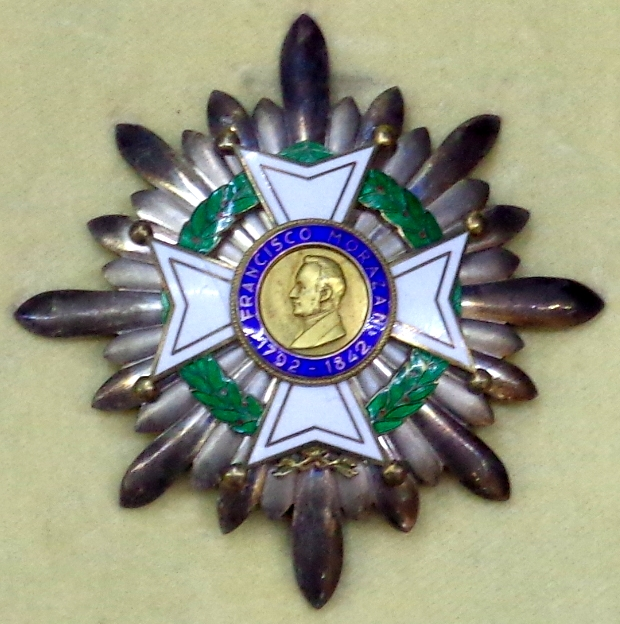
Звезда ордена

Орден Франсиско Морасана — государственная награда Республики Гондурас.

## История
Орден был учреждён 1 марта 1941 года. Назван в честь Президента Соединённых Провинций Центральной Америки Франсиско Морасана. 26 марта 1954 года в статут ордена были внесены изменения.

## Степени
Орден в 6 классах:
- Кавалер Большого креста с Золотой звездой — вручается главам государств, в том числе бывшим, членам королевских семейств, лицам, достигшим высот в науках и искусствах.
- Кавалер Большого креста с Серебряной звездой — вручается главам государств, членам правительств, послам, лицам, возглавляющим вооруженные силы, и другим лицам подобного ранга.
- Великий офицер — вручается министрам иностранных дел, главам миссий, государственным вице-секретарям, членам Верховного суда, сенаторам, ректорам университетов, генералам, флаг-офицерам и другим лицам подобного ранга.
- Командор — вручается атташе, дипломатическим советникам, генеральным консулам, депутатам парламентов, деканам университетов, судьям, полковникам и другим лицам подобного ранга
- Офицер — вручается дипломатам, консулам, чиновникам юстиции, профессорам, подполковникам и другим лицам подобного ранга
- Кавалер

## Описание
Знак ордена — золотой мальтийский крест белой эмали с тонкой золотой каймой и с золотыми шариками на концах, наложенный на лавровый венок зелёной эмали. В центре круглый золотой медальон с каймой синей эмали. В центре медальона погрудный профиль Франсиско Морасана. На кайме золотыми буквами надпись: "FRANCISCO MORAZAN — 1792—1842 — ". Знак при помощи переходного звена, в виде центрального элемента государственного герба (на фоне золотой пирамиды гора между двумя башнями), крепится к орденской ленте.
Реверс знака аналогичен аверсу, за исключением центрального медальона: в центре изображён центральный элемент герба Соединённых Провинций Центральной Америки — горная гряда из пяти вершин, над ними фригийский колпак на палке на фоне восходящего из-за гряды солнца. По кайме золотыми буквами надпись: «REP. DE HONDURAS LIBRE, SOBERANA, INDEPENDIENTE» (Республика Гондурас Свободная, Суверенная, Независимая).
Звезда ордена 32-лучевая, состоящая из двугранных заострённых лучиков, восемь из которых, расположенных симметрично, больше остальных. На звезду наложен знак ордена без переходного звена.
 Лента ордена состоит из равновеликих синих по бокам и белой по центру полос.